# Atyphopsis roseiceps
Atyphopsis roseiceps är en fjärilsart som beskrevs av Druce 1898. Atyphopsis roseiceps ingår i släktet Atyphopsis och familjen björnspinnare. Inga underarter finns listade i Catalogue of Life.